# Kut (Gegharkunik)
Pour l’article homonyme, voir Kut.
Kut (en arménien Կութ ; anciennement Zarkend puis jusqu'en 1935 Zarzibil) est une communauté rurale du marz de Gegharkunik, en Arménie. Fondée en 1801, elle compte 192 habitants en 2008.